# 5·17 쿠데타
5·17 쿠데타 또는 5·17 내란(五一七內亂, 영어: Coup d'état of May Seventeenth)는 문민정부가 역사 바로 세우기 일환으로 1995년 12월 21일 시행한 광주 민주화운동 등에 관할 법률에서 "1979년 12월 12일과 1980년 5월 18일을 전후하여 발생한 헌정질서파괴범죄행위에 대한 공소시효정지등에 관한 사항등을 규정함으로써 국가기강을 바로잡고 민주화를 정착시키며 민족정기를 함양함을 목적으로 한다."라고 정하면서 1980년 5월 17일 전두환, 노태우를 비롯한 하나회(신군부) 인사가 정권 장악을 위해 주도한 비상 계엄 확대 조치에 의해 발생한 12ㆍ12 사태를 새롭게 정의한 사건이다. 
신군부는 시국을 수습한다는 명목 아래 1980년 5월 17일 24시부터 비상계엄을 전국으로 확대하면서 정당 및 정치활동 금지·국회 폐쇄·국보위 설치 등의 조치를 내리고, 영장없이 학생·정치인·재야인사 2,699명을 구금했다. 5·17 비상계엄 전국확대 조치로 실권을 장악한 하나회는 비상계엄 기간 제5공화국 정권을 창출하는 과정에서 인권유린·헌정파괴 행위를 자행했다. 5·17 내란 사건으로도 불리며 이 쿠데타에 대한 항의로 일어난 5·18 광주사태에 대한 폭동적 시위진압을 이 사건과 묶어서 1997년 12.12, 5.18 사건 재판 당시에는 5·18 내란 사건으로 불리기도 했다. 서울의 봄이라고 불리는 기간은 10·26 사건부터 이 사건이 발생한 시간까지를 가리킨다.

## 배경
1979년 10·26 사건으로 박정희 대통령이 암살당하자 대한민국 정부는 국무총리 최규하를 대통령 권한대행으로 임명하고 제주도를 제외한 전국에 비상계엄령을 선포했다. 10월 27일 계엄사령관에 육군참모총장 정승화가, 10·26 사건 수사를 담당하는 합동수사본부장에 보안사령관 전두환이 취임했다. 10·26 사건을 계기로 긴급조치로 민주화 여론을 억누르던 유신헌법을 폐지하고, 개헌하려는 움직임이 있었다. 통일주체국민회의 선거에 의해 당선된 최규하는 12월 7일 0시 대통령 취임 직후 헌법에 대한 일체의 비판이나 반대 논의를 금지하는 긴급조치 제9호를 해제하면서 민주적인 헌법으로 개정을 약속하고 정치적 억압을 완화했다. 하지만 12월 12일 군부내 강경파 세력인 하나회가 12·12 군사반란을 일으켜 정승화 육군참모총장을 강제 연행하고 군 주도권을 장악했다. 12·12 군사반란으로 등장한 하나회는 민주화 일정을 불투명하게 만들고 명확하게 제시하지 않았다. 1980년 2월부터 보안사령부는 폐지됐던 정보처를 부활시키고, 민주화 여론을 군부의 정치 참여를 정당화하는 방향으로 전환하기 위해 언론에 대한 회유를 핵심으로 하는 K-공작 계획을 실시했다. 같은해 3월 보안사령관 전두환은 육군 중장으로 진급한데 이어, 4월 중앙정보부장 서리(부총리급)를 겸직하며 양대 정보기구를 장악하고 국내 정치에 본격적으로 개입 하기 시작했다.
1980년 5월 초순경 전두환을 중심으로 하는 하나회 인사들은 시국을 수습한다는 명목 아래 본격적으로 정국을 장악하고 집권을 하기 위한 방안을 의논했다. 5월 12일 보안사에서는 전두환의 지시를 받아 '비상계엄 전국확대'·'국회 해산'·'국가보위 비상기구 설치'를 골자로 하는 집권 시나리오로 시국수습방안을 기획했다. 지역계엄만으로는 신군부가 정국을 장악하는 데 한계가 있기 때문에 전두환 퇴진 등을 요구하는 국민들의 시위와 저항을 강력히 제압하고 군부가 전면에 나서서 정국을 장악하기 위해서 비상계엄을 전국으로 확대하고, 국가보위 비상기구를 설치해 내각을 조종·통제하는 기능을 군부가 수행하는 과정에서 헌법상 계엄해제 요구권을 가지고 있는 국회가 계엄해제를 요구할 우려가 있어 신군부에 의한 지속적인 정국장악을 담보하기 위해서 정치인 체포와 국회해산이 필요하다는 것이 시국수습방안의 기획의도였다. 이후 전두환·노태우·황영시·차규헌·유학성·정호용 등 신군부 핵심 인사들은 시국수습방안을 실행하기 위한 논의를 순차적으로 하고, 전군주요지휘관회의에서 군지휘관들의 지지결의를 유도함으로써 전군의 의사를 배경으로 시국수습방안을 추진하기로 했다. 5월 15일 보안사 대공처장 이학봉은 김대중·김종필 등 주요 정치인을 연행하기 위해 '국기문란자 수사계획', '권력형 부정축재자 수사계획'을 마련해 전두환에게 보고하고, 전두환은 이학봉에게 검거 준비를 명령했다.
1980년 4월 말부터 학생 운동권과 정치권에서 보안사령관과 중앙정보부장 서리를 겸임하면서 권력을 강화하는 전두환을 경계하는 분위기가 형성됐다. 5월 1일 서울대 총학생회는 철야회의 끝에 전두환 보안사령관을 중심으로 하는 신군부의 정치 개입이 민주화에 가장 큰 걸림돌이라는 이유로 정치 투쟁을 결정했다. 5월 초부터 대학생들은 전두환 퇴진·민주화 일정 제시 등의 시위 구호를 외치면서 민주화 요구 시위를 벌였다. 한편 5월 중순부터 정부와 국회에서는 민주화 일정을 앞당기고 있었다. 5월 12일 신민당과 공화당 양당 총무들은 개헌안을 접수하고, 5월 20일 10시 임시국회를 소집해 계엄 해제·정치일정 단축 등 정치 현안 문제를 논의하기로 합의했다. 5월 13일부터 대학생들에 의한 본격적인 가두시위가 시작됐다. 5월 15일 서울역에는 대학생 10만명이 결집했다. 이과정에서 전투경찰 1명이 시위대 버스에 깔려 사망한다 군의 동향이 심상치 않자 대학생들은 오후 8시까지 시위를 하던 중 자진 해산했다. 이날 신현확 총리는 정치 일정을 앞당기겠다는 내용의 담화를 발표하면서, 80년 말까지 개헌안을 확정하고 81년 양대 선거를 실시해 정권을 이양하겠다고 발표했다. 국회 헌법개정심의특별위원회는 5월 15일 헌법 전문을 제외한 모든 부분에 대해 여야가 합의를 이뤄내어 4년 임기에 1번 중임을 허용하는 대통령 직선제를 뼈대로 하는 전문 121조, 부칙 7조의 헌법 개정안을 마련하여 사실상 개헌작업을 완료했다. 5월 20일에는 국회 본회의 개최가 예정되어 있어, 개헌안은 곧 본회의를 통과할 것으로 예상됐다. 5월 16일 전국총학생회 회장단은 정상수업을 받으며 당분간 시국을 관망하기로 결정하고 당분간 집회를 중지하기로 결정했다.

### 북괴남침설 악용
1980년 5월 10일 중앙정보부는 당시 일본 내각정보조사실 한반도 담당반장이었던 에비스 겐이치(惠比壽建一)의 첩보를 토대로 대북 특이동향을 경고하는 보고서, '북괴남침설'을 작성했다. 5월 11일 육군본부 정보참보부에서는 '북괴남침설'을 분석하고 이와 같은 첩보는 가치 없다고 결론내렸다. 5월 13일 미국 국무부 대변인은 '북괴남침설'와 관련해 "우리가 가진 정보에 따르면 북한에서 평소와 다른 부대이동을 볼 수 없으며 한국에 대한 모종의 공격이 임박했다고 믿을 만한 움직임이 없다"는 성명을 발표했다. 주한미군 사령관 존 위컴은 "전두환이 청와대의 주인이 되기 위한 구실"라고 평가했다. 그럼에도 불구하고 전두환은 5월 12일 심야에 임시 국무회의에서 관련 내용을 과장해서 보고했다. 남침설을 제보했다고 알려진 당시 일본의 내각 조사실 한반도 담당반장과 나카소네 야스히로 당시 방위성 장관 등은 "그런 구체적인 내용을 말한 적도 그런 정보도 없었다"고 밝혀 5월 17일을 전후한 '북괴남침설'은 신군부에 의해 조작된 것으로 드러났다. 신군부는 북한의 남침 가능성을 빌미로 위기감을 조성하고 비상계엄 확대조치를 정당화하기 위해 남침 첩보를 악용했던 것이다.

### 군부대의 사전이동
전두환·황영시·정호용 등 신군부 핵심세력은 집권 시나리오에 따라 이루어질 조치에 대한 반대 집회가 있을 것으로 예상해 진압병력 투입 및 강경진압 방침을 결정했다. 시국수습방안은 계엄 확대와 동시에 공수부대를 투입해 과감한 방법의 타격으로 시위대를 진압한다는 지침이 즉각 실행될 것을 전제로 하는 것이었다. 1980년 3월 초부터 이미 학생 시위가 가열될 것을 대비해 전국 군 부대에 공세적 폭동진압훈련인 충정훈련이 강도높게 실시됐다. 5·17 비상계엄 전국확대 조치 이전, 신군부는 군부대를 사전 이동시켜 시위 진압 준비를 마쳤다. 경기도 양평의 제20사단, 강원도 화천의 제11공수여단, 충청북도 증평의 제13공수여단 등은 서울로 이동했으며, 동시에 수도경비사령부에 배속됐다. 5월 10일 2군사령부에서는 광주·대전 등에 제7공수여단을 배치하는 방안을 의논했다. 5월 15일 제7공수여단은 광주·대전으로 이동할 준비를 마쳤고, 제31사단은 광주 지역의 주요 보안 목표를 점거했다.

## 5·17 비상계엄 전국확대 조치
신군부는 1980년 5월 20일 임시국회가 개회되면 정국 장악에 차질이 빚어질 것을 우려하여, 김재규에 대한 대법원 판결이 확정되는 5월 20일 이후에 시행하겠다던 당초 계획을 수정하고 시국수습방안을 17일으로 앞당겨 시행하기로 결정했다. 5월 17일 9시 30분경 전두환은 권정달 보안사 정보처장을 주영복 국방부장관에게 보내, 시국수습방안을 자신이 대통령에게 보고할 예정이니 대통령에게 전군주요지휘관회의 결의사항이라고 말하라고 요구했다. 17일 오전 이학봉은 전두환의 지시에 따라 전국 보안부대에 17일 24시 비상계엄이 전국으로 확대되니 학생 등 시위 주동자들을 일제 검거할 준비를 하라고 지시했다.
17일 정오 신군부는 정부로부터 계엄 확대조치를 이끌어내기 위해 전군주요지휘관회의를 열었다. 노태우·정호용·황영시 등 신군부 핵심 인사들은 전군주요지휘관회의에서 비상계엄 확대 방안을 역설했으며, 비상계엄 전국확대를 통한 군의 정치개입을 결정하도록 유도했다. 17일 오후 5시 전두환, 주영복 등은 전군의 일치된 의견임을 내세워 대통령과 국무총리에게 시국수습방안의 '비상계엄 전국확대'·'국회 해산'·'비상기구 설치'을 받아들이도록 강요했다. 17일 오후 9시 중앙청에 집총한 군인들이 도열하고 외부와의 연락이 끊어진 상황 속에서 국무회의가 열려 특별한 토의 없이 비상계엄 확대안이 통과됐다. 이에 따라 5월 17일 24시 부로 비상 계엄령이 제주도를 포함한 전국으로 확대됐다. 계엄 확대와 동시에 신군부는 계엄사령관 이희성 명의로 계엄포고 제10호를 발령하면서 정치활동 금지·대학교 휴교령·언론보도 사전검열 강화·집회 및 시위 금지 등의 조치를 내렸다. 이는 헌법에 규정된 국회 통보 절차도 거치지 않고 계엄군을 동원해 국회를 무력으로 봉쇄한 채 벌인 불법조치였다. 5월 18일 새벽 2시 신군부는 국회를 점령한 뒤 무력으로 봉쇄했고, 헌정중단 사태가 발생했다. 한편 비상계엄이 확대되기 직전, 보안사에서 예비검속을 통해 김대중·김종필를 비롯한 주요 정치인 26명은 합동수사본부로 불법 연행하면서 학생·정치인·재야인사 2,699명을 체포하고 신민당 총재 김영삼 역시 가택연금 처분내리는 정치 탄압을 감행했다. 비상계엄 전국확대 조치로 인해 국회와 정부에 의해 진행된 개헌 논의가 중지됐다. 서울의 봄은 허무하게 막을 내렸다.
이 과정에서 전라북도 전주 소재 전북대 학생회관 3층에서 유인물을 작성중이던 전북대 농학과 2학년 이세종 열사가 전북대에 침입하여 학생들을 연행하던 금마 7공수부대원에게 정수리를 개머리판으로 가격 당하였고 이로 인해 죽음에 이르러 최초의 희생자가 되었다.

## 신군부의 정권장악

### 시위 과격진압 및 임시국회 등원 저지
비상계엄 전국확대 조치에 따라 전국 보안 목표에 계엄군이 투입됐다. 92개 대학에 계엄군 병력 중 93%인 22,342명이 배치됐다. 반면 보안 목표는 109개 목표에 2,395명만 배치됐다. 이는 신군부 세력이 대학가의 시위를 잠재우려는 의도에서 계엄군을 배치했음을 보여준다. 5월 18일 오전 전남대학교 학생 수백여명이 학교 정문 앞에서 계엄령 확대와 휴교령에 반발하는 시위를 했는데, 공수부대는 학생들을 구타하며 잔혹하게 진압했다. 광주 시내에 투입된 공수부대는 대검·곤봉으로 과격진압을 전개했고, 이는 광주 시민을 자극해 5·18 광주 민주화 운동의 주요 원인이 됐다. 당시 신군부의 핵심인사였던 전두환은 중앙정보부장과 보안사령관이라는 직위를 이용해 지휘계통에 불법 개입함으로써 강경진압하도록 영향력을 행사했다. 신군부는 5월 20일 오전 계엄령 해제와 헌법 개정을 논의하려는 임시국회를 무산시키기 위해 수도경비사령부 소속 제30경비단 병력을 동원하여 국회를 봉쇄하고 국회의원의 등원을 강제로 저지했다.

### 정권 찬탈 이후 공직자와 언론인 해직 강요
신군부는 5·17 비상계엄 전국확대 조치에 항거한 5·18 광주 민주화 운동을 무력으로 진압한 다음, 내각을 조종·통제하는 초헌법적 기구로 국가보위비상대책위원회(국보위)를 설치해 실질적으로 정권을 장악했다. 국보위 상임위원장에 전두환 보안사령관이, 상임위 분과위원장에 현직 군인이 중심으로 선임됐다. 신군부 세력은 국보위를 기반으로 통치권을 행사했으며, 군부의 의도에 따라 사회를 개조하는 작업을 시행했다. 전두환은 국보위 사회정화분과위원회를 통해 공직자 숙정계획을 입안하고 1980년 7월 31일까지 공직자 총 8061명에게 사임을 강요했으며, 국보위 문교공보분과위원회를 통해 1980년 10월 말까지 기사 검열반대나 제작 거부운동을 주도해 보안사의 '언론 정화자 명단'에 오른 기자 933명을 각 언론사의 자율정화 형식으로 해직하도록 했다. 국보위 사회정화분과위원회는 사회악일소특별조치 및 계엄포고령 제19호에 따라 삼청교육대를 설치하고, 사회정화계획에 따라 합동수사본부에 수사지시를 내려 10·27 법난을 일으켰다.
1980년 6월 말부터 국보위 법사분과위원회가 개헌안을 연구하고, 전두환·노태우 등 신군부 주요 인사들이 모인 자리에서 대통령 단임제와 선거인단에 의한 선출 등을 골자로 한 개헌안이 확정됐다. 8월 14일로 예정된 김대중 등에 대한 내란음모사건의 재판을 앞두고 보안사는 양병호, 민문기, 임항준, 김윤행, 서윤홍 대법원 판사를 일괄 사직하도록 강요했다. 8월 16일 국정 수행에 한계를 느낀 최규하 대통령이 사임하고 8월 27일 통일주체국민회의 선거에 의해 전두환이 제11대 대통령으로 당선됐다.

### 계엄령하에 헌법 공포 및 국회 해산
10월 27일 계엄령하에 치러진 국민 투표를 통해 제5공화국 헌법이 공포됐다. 제5공화국 헌법 부칙에 따라 국가보위비상대책위원회는 입법권을 가진 임시 입법 기구 국가보위입법회의로 개편됐다. 국가보위입법회의는 국회의 역할을 대행해 언론기본법, 노동관계법, 정치풍토쇄신을위한특별조치법 등 189개의 법안을 통과시켰다.
신군부는 제5공화국의 출범을 앞두고 집권 기반을 다지기 위해 정치적 정지작업에 나섰다. 80년 11월 전두환과 노태우(보안사령관)는 보안사와 중앙정보부에 지시해 K-공작계획의 결과를 바탕으로 언론기관 통폐합 방안을 마련한 다음, 정보기관을 동원해 각 언론사를 협박함으로써 언론 강제 통폐합을 시행했다. 전두환은 보안사와 중앙정보부에 지시해 정치인별 신상카드를 가지고 정치 활동 규제 대상을 선정하게 하고 이를 결재해 사회정화위원회에 그 명단을 전달, 80년 11월 12일 811명에 대한 정치활동 규제조치를 발표하게 했으며, 정치활동 규제조치로 신군부의 집권에 방해가 되는 구 정치인들의 정치적 도전을 막기 위해 3김씨를 비롯한 500여명의 유력정치인들을 정치무대에서 퇴출시켰다. 이후 신군부는 신군부의 정치참여를 위한 여당격인 민주정의당의 창당뿐만 아니라 민주한국당 등 다수의 친여 성향 야당 창당에도 직간접적으로 개입을 했다. 1981년 1월 23일 신군부가 조작한 김대중 내란음모 사건에 연루된 김대중에 대한 사형 판결이 확정됐다. 1981년 3월 3일 전두환이 제12대 대통령이 되면서 공식적으로 제5공화국이 출범했다.

## 평가
최규하정부의 국무총리를 역임했던 신현확은 1980년 5월 당시 신군부 세력으로부터 시국수습방안 결재 요구를 받고 나서, 전두환 보안사령관이 비상계엄 전국확대, 국회해산, 국가보위 비상기구 설치를 통해 행정부·국회 등 주요 헌법기관을 사실상 장악해 국정을 명실공히 주도하고 나아가 정권까지도 찬탈하려는 마각을 드러낸 것이라 생각했다고 말했다. 신현확은 비상계엄 조치로 인해 실질적으로 내각이 국정운영과정에서 배제됐으며, 이에 따라 무력감을 느끼게 되어 5월 20일 사퇴했다고 말했다. 80년 5월 당시 신현확은 "국보위 설치와 국회 해산에는 내각이 거의 전원 반대하는 입장이며 비상계엄확대조치안은 대통령이 최종 결재할 사안이므로 시간을 두고 결정할 일"이라고 밝히기도 했다. 이에 불구하고, 신군부 세력은 임시 국무회의장에 30경비단과 헌병대 병력을 불법동원, 강압적인 분위기를 조성한 뒤 5.17 비상계엄확대안을 강행 통과시켰다.
1980년 5월 17일 최규하 전 대통령은 '시국수습방안' 첫 재가 요구에 반대 의사를 밝혔다. 최규하는 당시 이희성 계엄사령관 등에게 "헌정질서가 뒤바뀌는 것은 5.16 정변 한번으로 족하다. 모든 일은 법 테두리 안에서 이뤄져야 한다"고 말해 신군부측의 `시국수습방안'에 반대하는 입장을 명백히 했다.
신민당 총재 김영삼은 5월 20일 상도동 자택에서 신군부를 규탄하는 기자회견을 열었다. 그는 "오늘 계엄통치를 확대 강화한 5 ·17 사태를, 민주회복이라는 국민적 목표를 배신한 폭거로 규정한다. 계엄당국의 강압통치로 빚어진 유혈사태는 이 나라를 파국으로 몰아가고있다."면서 '국민적 목표를 배신한 5·17 폭거'라는 기자회견문을 발표했다.
미국 국무부는 5월 18일과 이튿날인 5월 19일에도 워싱턴에서 "우리는 비상계엄이 대한민국 전역에 확대 실시되고, 대학이 폐쇄되고, 많은 정치 지도자와 학생 지도자들이 체포된 것에 대해 심히 유감스럽게 생각한다. 정치 자유화를 향한 발전에는 법의 준수가 수반되어야 한다. 우리는 한국의 지도자들에게 우리가 매우 우려하고 있는 바를 분명히 밝혔고, 崔대통령이 일찍이 밝힌 바와 같이 헌법 개정과 광범위한 지지기반을 갖춘 문민정부 선거가 즉시 계속되어야 한다는 우리의 신념을 강조했다."는 내용의 성명을 발표해 신군부의 조치에 우려하는 입장을 밝혔다.

## 미국의 반응
1979년 10·26 사건 직후 미국은 유신헌법 개정을 통한 민간 정부 수립을 희망하면서 대한민국의 정치일정에 깊숙이 관여했다. 12·12 군사 반란으로 신군부가 실세로 군부를 장악하고 나서 미국 정부와 신군부 간의 갈등이 고조됐지만, 결국 미국 정부는 전두환이 한국군의 실권을 장악한다고 해서 반드시 한국의 민주화가 불가능하지는 않을 것이라 판단, 사실상 군사 반란을 묵인했다. 12·12 군사 반란 이후, 미국은 신군부가 국방에만 주력하도록 하고 대한민국에 민간정부를 수립하는 것을 목표로 설정했다. 미국은 전두환의 중앙정보부장 겸임·경제 사정 악화·언론 검열 강화 등으로 민주화 일정이 지연되는 것을 우려했다.
1980년 5월 8일 학생 시위가 가열되는 가운데 주한 미국대사 글라이스틴은 전두환(보안사령관), 최광수(대통령 비서실장)와 면담을 가졌다. 그는 군 투입을 통한 폭력 사태와 체포 상황을 우려하는 입장을 보이면서도, "한국 정부의 법질서 유지 필요성을 이해하며, 미국은 군대를 투입하는 '비상계획'의 수립을 막지 않겠다"고 밝혔다. 글라이스틴은 면담 이후 한국 정부가 군투입의 위험성을 알고 있으며 군투입에 신중한 입장이라고 미국 국무부에 보고했다. 이는 결과적으로 신군부 주도 세력에 대해 안이하게 판단, 정국 흐름을 오판한 것이었다. 당시 미국의 입장은 서울에서 발생한 학생 시위를 확고하게 진압하는 것은 필요할지 모르지만 계엄령 확대나 정치인 체포와 같은 정치 탄압을 수반하는 데 반대한다는 것이었다.
5월 17일 신군부가 계엄확대와 정치인 체포 준비를 완료한 뒤, 미국은 비상계엄 2시간 전에 신군부로부터 비상계엄 전국확대 조치를 갑작스럽게 통보받았다. 월리엄 글라이스틴 주한 미국대사는 워싱턴의 지시에 따라 5월 18일 최규하 전 대통령을 방문해 전날의 탄압과 비상계엄 확대는 '충격적이고 경악할 일'이라는 미국 측의 강력한 항의를 전달했다. 미국이 신군부가 5·17 비상계엄 전국확대 조치를 내리도록 조종했다는 주장도 있지만 미국은 신군부의 5·17 비상계엄 전국확대 조치를 사전에 알지 못했고, 미국이 이와 관련됐다는 주장은 전혀 근거가 없다. 5·17 비상계엄 전국확대 조치에 항거한 5·18 광주 민주화 운동이 발발하자, 미국은 신군부에 평화적 해결을 촉구하는 입장을 거듭 밝혔지만 신군부의 무력 진압을 강력하게 제지하지는 않았다.
5월 30일 전두환이 국보위 상임위원장에 취임하고 신군부로 권력이 완전히 넘어가게 되자, 미국은 대화를 꺼리던 이전과 달리 실권자가 된 전두환과 접촉하기 시작했다. 미국 정부 내에서 신군부를 배제하고 북한과 대화를 해서라도 신군부를 강경하게 다뤄야 한다는 카터·머스키 등 강경파와 전두환을 현실로 인정하자는 홀브룩·글라이스틴 등 신중파의 대립이 있었지만, 결국 미국은 전두환을 현실로 인정하는 대신 타협을 통해 최대한 한국의 정치발전을 이끌어낸다는 쪽으로 방향을 설정했다. 계엄령 아래서 보안사에 의해 통제되던 한국언론은 한국의 사태 전개에 대한 미국관리들의 말을 번번이 무시하고 왜곡하기도 했다. 미국관리가 한미 안보관계를 지지하는 말을 하면 그 말은 반드시 대서특필됐으나, 민주화와 인권존중을 촉구하는 말은 대수롭지 않게 취급되거나 아예 보도되지도 않았다. 당시 지미 카터 미 행정부는 이란 인질 사건과 대통령 선거를 맞아 어려움을 겪고 있어 한국 상황에 신경 쓸 여유를 갖지 못 했고, 전두환은 철저하게 친미적인 태도를 보이면서 미국의 이러한 상황을 활용함으로써 집권을 굳혔다.
한국은 레이건 대통령 취임 이후 미국과 정상회담 교섭을 위한 교섭을 시작했다. 미국 측은 '레이건 대통령이 취임하자마자 어떻게 광주에서 수많은 사람을 죽인, 손에서 피가 흐르는 사람을 만날 수 있겠느냐'며 정상회담을 거부했지만, 한국 측에서 사형을 선고받은 김대중 전 대통령의 구명 문제를 언급하여 성사될 수 있었다. 81년 2월 2일 방미한 전두환은 정치적으로 자신을 지지해 달라고 미국에 요청을 했지만 거절당했다. 전두환의 미국 방문은 80년 5월 광주민주화운동에 대한 군당국의 유혈진압을 계기로 불안정했던 전두환 정권에 대한 미국의 공식지지로 해석돼 비판을 받기도 했다.

## 관련 판결
1993년 문민정부가 출범한 뒤, 쿠데타로 집권한 신군부 세력에 대한 처벌 요구가 잇달았다. 김영삼 대통령은 5·13 담화에서 '문민정부는 민주 정부로써 광주민주화운동의 연장선상에 있다'는 표현을 사용하여 5·18 민주화운동을 재평가했다. 하지만 전두환·노태우 두 전직 대통령들을 법적으로 처벌하기보다 역사의 평가에 맡기자는 입장을 보였다. 1994년 5월 13일 5·18 사건의 피해자 3백 22명은 전두환·노태우 등 5.18 관련 책임자 35명을 내란 및 내란 목적 살인 혐의로 서울지검에 고소했다. 1995년 7월 18일 서울지검은 5·18 사건이 전두환의 정권 장악 의도에 따라 최규하 대통령의 사전 지시없이 기획·입안해 추진됐다는 수사결과를 발표했음에도 불구하고, 피의자들에 대해 '공소권 없음' 결정을 내렸다. 검찰의 발표는 각계 각층의 거센 비판을 받았다. 김영삼 대통령은 여론에 따라 5·18 특별법 제정을 수용했다. 1995년 11월 27일 검찰은 5·18 사건 재수사를 결정했으며, 12월 3일 전두환을 안양교도소에 수감했다. 12월 15일 헌법재판소는 '성공한 쿠데타도 처벌 가능하다'는 취지의 인용결정을 내렸다. 12월 21일 국회는 5·18 특별법을 제정했다. 1996년 1월 23일 공소시효 만료 하루 전 검찰은 5·18 사건 관련자들을 전격적으로 구속 기소했다. 1997년 4월 대법원은 5.18 사건에서 두 전 대통령 및 다른 피의자들에 대해 “내란수괴·내란모의참여·내란중요임무종사·내란목적살인·반란수괴·반란모의참여·반란중요임무종사”등의 유죄를 인정했다.
대법원은 성공한 쿠데타의 가벌성에 대해 “피고인들의 정권장악을 통해 새로운 법질서를 수립한 것으로 볼 수 없고, 우리의 헌법질서하에서는 헌법에 의한 민주적 절차를 거치지 않고 폭력에 의해 헌법기관의 권능행사를 불가능하게 하거나 정권을 장악한 행위는 어떤 경우에도 용인될 수 없다.”라고 적시했다. 대법원은 5.17 비상계엄 전국확대 조치와 이후의 정권 장악 과정을 내란죄 및 반란죄로 인정하면서 아래와 같이 정리했다.
12·12군사반란을 통하여 군의 지휘권을 실질적으로 장악함과 아울러 국가의 정보기관을 완전히 장악한 뒤, 1980. 5. 초순경부터 이른바 '시국수습방안', '국기문란자 수사계획', '권력형 부정축재자 수사계획'을 마련하여 이를 검토, 추진하기로 모의하고, 그 계획에 따라 1981. 1. 24. 비상계엄의 해제에 이르기까지, 이른바 예비검속, 비상계엄의 전국확대, 국회의사당 점거·폐쇄, 광주시위진압, 국가보위비상대책위원회의 설치·운영, 정치활동 규제 등 일련의 행위를 강압에 의하여 행한 사실을 인정한 다음, 피고인들이 행한 위와 같은 일련의 행위는 결국 강압에 의하여 헌법기관인 대통령, 국무회의, 국회의원 등의 권한을 침해하거나 배제함으로써 그 권능행사를 사실상 불가능하게 한 것이므로 국헌문란에 해당된다.

## 같이 보기
| - 제4공화국 - 최규하 정부 - 제5공화국 - 하나회 - 12·12 군사 반란 - K-공작계획 - 충정훈련 - 서울의 봄 - 5·18 광주 민주화 운동 - 국가보위비상대책위원회 - 국가보위입법회의 - 김대중 내란음모 사건 - 1980년 언론 통폐합 - 5·18민주화운동 등에 관한 특별법 - 전·노 두 전직 대통령 법적 심판 - 최규하 정부#석유 확보를 위한 사우디아라비아와 쿠웨이트 순방 | - 전두환 - 노태우 - 정호용 - 황영시 - 유학성 - 최규하 - 신현확 - 이희성 - 김대중 - 김영삼 - 김종필 - 권정달 - 이학봉 - 허화평 - 존 위컴 - 쿠데타 |